# Helen Safa
Helen M. Icken Safa (Brooklyn, Nueva York,  4 de diciembre de 1930 – Gainesville, Florida, 4 de noviembre de 2013) fue una antropóloga estadounidense que centró su trabajo en los estudios latinoamericanos, enfocándose en materias de migración, pobreza, género y desarrollo urbano entrelazadas como dimensiones de desigualdad. Pionera también en estudios feministas y de género. Presidió la Asociación de Estudios Latinoamericanos de 1983 a 1985. Enseñó antropología y estudios latinoamericanos en la Universidad de Siracusa, la Universidad de Rutgers en New Brunswickv y la Universidad de Florida. Recibió el Premio Silvert, el más alto honor otorgado por la Asociación de Estudios Latinoamericanos.

## Biografía
Helen Icken nació en 1930 en Brooklyn. De padres alemanes, Gustav Icken y Erna Keune, pero que no se conocieron hasta que llegaron a los Estados Unidos como adultos jóvenes. Helen Icken fue a Alemania con su madre durante un año cuando tenía cuatro años y regresó a Brooklyn para comenzar la escuela primaria. Recordó que no podía hablar inglés cuando comenzó la escuela. "Creo que fue una de las razones por las que siempre me sentí marginal con mi propia cultura", dijo.
Se graduó en 1952 en la Universidad de Cornell y comenzó su trabajo de investigación en Puerto Rico poco después. Se matriculó en la Universidad de Columbia, donde realizó estudios de posgrado en antropología y obtuvo el doctorado en 1960. Comenzó su carrera académica en la Universidad de Siracusa. En 1962, se casó con Manoucher Safa-Isfahani; él era de Irán y trabajaba para la Secretaría de las Naciones Unidas en Nueva York. Enseñó en la Universidad de Rutgers de 1967 a 1980, presidió el departamento de antropología y dirigió el programa de estudios latinoamericanos. Desde 1980 hasta su jubilación en 1997, enseñó en la Universidad de Florida.
Safa fue presidenta de la Asociación de Estudios Latinoamericanos (LASA) de 1983 a 1985. Durante su presidencia, recibió una subvención de la Fundación Ford para establecer un programa de intercambio entre académicos de los Estados Unidos y Cuba. Safa también trabajó para promover la sección de Estudios Feministas y de Género de LASA.  En 2007, Safa recibió el premio Karman Silvert, la distinción más importante de LASA por sus contribuciones.
Safa escribió dos libros notables: The Urban Poor of Puerto Rico: A Study in Development and Inequality (1974) resumió el trabajo de tesis doctoral de Safa; el antropólogo Jorge Duany lo llamó "un relato clásico de la cultura puertorriqueña". Antes de publicar su segundo libro, The Myth of the Male Breadwinner: Women and Industrialization in the Caribbean (1995), Safa había investigado durante mucho tiempo sobre la operación Bootstrap de Puerto Rico. Este libro describe los efectos de tales iniciativas de empleo industrial para las mujeres en Puerto Rico, República Dominicana y Cuba.  Fue miembro del consejo editorial de Latin American Research Review.

## Obras
- The Urban Poor of Puerto Rico. A Study in Development and Inequality, 1974[9]
- The Myth of the Male Breadwinner. Women and Industrialization in the Caribbean, 1995[10]

## Premios
- Premio Karman Silvert por la Asociación de Estudios Latinoamericanos en 2007.